# José Luis Munguía
José Luis Munguía Linares (né le 28 octobre 1959 à Chalchuapa au Salvador, et mort le 24 mars 1985 dans un accident de voiture) est un footballeur international salvadorien, qui évoluait au poste de gardien de but.

## Biographie

### Carrière en sélection
Il joue en équipe du Salvador entre 1979 et 1985[réf. nécessaire].
Il dispute cinq matchs rentrant dans le cadre des éliminatoires du mondial 1986. Il joue à cet effet contre Porto Rico, le Suriname et le Honduras.
Il figure dans le groupe des sélectionnés lors de la Coupe du monde de 1982. Lors du mondial organisé en Espagne, il ne joue aucun match.

## Palmarès
FAS
| - Championnat du Salvador (2) : - Champion : 1981 et 1984. - Vice-champion : 1983. - Coupe des champions de la CONCACAF (1) : - Vainqueur : 1979. |  | - Copa Interamericana : - Finaliste : 1979. |